# Pancitopènia
La pancitopènia és un trastorn hematològic en què es redueix el nombre de glòbuls vermells i blancs, així com de plaquetes.
Si només són dos els paràmetres que són baixos, es pot utilitzar el terme bicitopènia. El plantejament diagnòstic és el mateix que per a la pancitopènia.

## Causes
Entre les causes iatrogèniques de la pancitopènia hi ha la quimioteràpia si el fàrmac o els fàrmacs que s'utilitzen provoquen la supressió de la medul·la òssia. Rarament, els fàrmacs (antibiòtics, medicaments per a la pressió arterial, medicaments cardíacs) poden causar pancitopènia. Els antibiòtics linezolid i cloramfenicol o, rarament, el metamizole poden causar pancitopènia en alguns individus.
Rarament, la panitopènia pot tenir altres causes, com la mononucleosi infecciosa o altres malalties víriques. El VIH és cada cop més una causa de pancitopènia.
- Limfohistiocitosi hemofagocítica
- Anèmia aplàstica, com la de Fanconi
- Malaltia de Gaucher
- Carcinoma metastàtic de l'os
- Mieloma múltiple
- Infeccions severes
- Limfoma
- Mielofibrosi
- Disqueratosi congènita
- Síndrome mielodisplàstica
- Leucèmia
- Leishmaniosi
- Deficiència de folat o vitamina B12 severes
- Lupus eritematós sistèmic
- Hemoglobinúria paroxística nocturna
- Infeccions virals (com el VIH, EBV; és més freqüent un virus no determinat)
- Alèucia tòxica alimentària
- Deficiència de coure
- Anèmia perniciosa
- Medicaments
- Hiperesplenisme
- Osteopetrosi
- Acidèmies orgàniques (acidèmia propiònica, acidèmia metilmalònica, acidèmia isovalèrica)
- Intoxicació per arsènic amb dosis baixes
- Malaltia de Sako (citosi mielodisplàstica)
- Malaltia per radiació crònica[1]
- Síndrome LIG4

## Diagnòstic
La pancitopènia generalment requereix una biòpsia de medul·la òssia per tal de distingir entre diferents causes.
Pels criteris de l'anàlisi en sang cal:
- Anèmia: hemoglobina <13,5 g/dL (homes) o 12 g/dL (dones).
- Leucopènia: recompte total de cèl·lules blanques <4,0×10⁹/L.
- Trombocitopènia: recompte de plaquetes <150×10⁹/L.